# Aelita, ne t'accroche pas aux hommes
Pour plus de détails, voir Fiche technique et Distribution.
Aelita, ne t'accroche pas aux hommes (Аэлита, не приставай к мужчинам, Aelita, ne pristavaï k moujtchinam) est un film soviétique réalisé par Gueorgui Natanson, sorti en 1988,.

## Fiche technique
- Titre français : Aelita, ne t'accroche pas aux hommes[3]
- Titre original : Аэлита, не приставай к мужчинам, Aelita, ne pristavaï k moujtchinam
- Photographie : Vladimir Miasnikov, Sergeï Vronski
- Musique : Mikaël Tariverdiev
- Décors : Alexandre Boïm, Alexandre Makarov
- Montage : Antonina Zimina